# Kolín vasútállomás
Kolín vasútállomás egy csehországi vasútállomás, Kolín városban, a központtól keletre.

## Nemzetközi vonatok
| Járat                                   | Útvonal | Gyakoriság        |
| --------------------------------------- | --- | ----------------- |
| Metropolitan EuroCity                   | Budapest-Nyugati – Vác – Nagymaros-Visegrád – Szob – Štúrovo (Párkány) – Nové Zámky (Érsekújvár) – Bratislava hl.st. (Pozsony) – Kúty (Jókút) – Břeclav – Brno hl.n. (– Česká Třebová) – Pardubice hl.n. – Kolín – Praha hl.n. | 2 óránként        |
| Hungária EuroCity                       | Budapest-Nyugati – Vác – Nagymaros-Visegrád – Szob – Štúrovo (Párkány) – Nové Zámky (Érsekújvár) – Bratislava hl.st. (Pozsony) – Kúty (Jókút) – Břeclav – Brno hl.n. – Praha hl.n. | Napi 1 pár        |
| Cracovia EuroCity                       | Kraków Główny – Oświęcim – Brzeszcze Jawiszowice – Czechowice-Dziedzice – Bohumín – Ostrava hl.n. – Ostrava-Svinov – Hranice na Moravě – Olomouc hl.n. – Zábřeh na Moravě – Česká Třebová – Ústí nad Orlicí město – Pardubice hl.n. – Kolín – Praha-Libeň – Praha hl.n. | Napi 1 pár        |
| Chopin EuroNight                        | Warszawa Wschodnia – Warszawa Centralna – Warszawa Zachodnia – Kraków Główny – Oświęcim – Brzeszcze Jawiszowice – Czechowice-Dziedzice – Zebrzydowice – Bohumín – Ostrava hl.n. – Ostrava-Svinov – Olomouc hl.n. – Česká Třebová – Pardubice hl.n. (← Kolín) – Praha hl.n. | Napi 1 Prága felé |
|                                         | Graz Hbf – Bruck an der Mur – Kapfenberg – Mürzzuschlag – Semmering – Wiener Neustadt Hbf – Wien Meidling – Wien Hbf – Břeclav – Brno hl.n. – (Blansko – Letovice – Svitavy –) Česká Třebová – Pardubice hl.n. – (Kolín –) Praha hl.n. | Napi 1 pár        |
| Praha EuroCity Porta Moravica InterCity | Warszawa Wschodnia – Warszawa Centralna – Warszawa Zachodnia – Opoczno Poludniowe – Zawiercie – Dąbrowa Górnicza – Sosnowiec Główny – Katowice – Tychy – Rybnik – Wodzisław Śląski – Chałupki – Bohumín – Ostrava hl.n. – Ostrava-Svinov – Hranice na Moravě – Olomouc hl.n. – Zábřeh na Moravě – Česká Třebová – Ústí nad Orlicí město – Pardubice hl.n. – Kolín – Praha-Libeň – Praha hl.n. | Napi 2 pár        |
| Pendolino Košičan SuperCity             | Praha hl.n. – Praha-Libeň – Kolín – Pardubice hl.n. – Česká Třebová – Olomouc hl.n. – Ostrava-Svinov – Ostrava hl.n. – Český Těšín – Čadca (Csaca) – Žilina (Zsolna) – Ružomberok (Rózsahegy) – Liptovský Mikuláš (Liptószentmiklós) – Štrba (Csorba) – Poprad-Tatry (Poprád) – Kysak (Sároskőszeg) – Košice (Kassa) | Napi 1 pár        |
| Metropol EuroNight                      | Budapest-Keleti – Vác – Štúrovo – Nové Zámky – Bratislava hl.st. – Kúty – Břeclav – Brno hl.n. – Pardubice hl.n. – Přelouč – Kolín – Praha-Libeň – Praha hl.n. | Napi 1 pár        |
| Bohemia és Slovakia EuroNight           | Praha hl.n. – (Kolín →) Pardubice hl.n. – Česká Třebová – Olomouc hl.n. (← Hranice na Moravě ← Suchdol nad Odrou ← Studénka) – Ostrava-Svinov – Ostrava hl.n. – Bohumín – Karviná hl.n. – Český Těšín – Třinec – Žilina (Zsolna) – Vrútky (Ruttka) – Kraľovany (Kralován) – Ružomberok (Rózsahegy) – Liptovský Mikuláš (Liptószentmiklós) – Štrba (Csorba) – Poprad-Tatry (Poprád) – Spišská Nová Ves (Igló) – Margecany (Margitfalva) – Kysak (Sároskőszeg) – Košice (Kassa) – (Trebišov (Tőketerebes) – Bánovce nad Ondavou (Bánóc) – Michalovce (Nagymihály) – Strážske (Őrmező) – Humenné (Homonna)) | Napi 2 Kassa felé |

## Szomszédos állomások
A vasútállomáshoz az alábbi állomások vannak a legközelebb:
- Kolín dílny (Česká Třebová, Kolín–Česká Třebová-vasútvonal)
- Kolín zastávka (Praha Masarykovo nádraží, Prága–Kolín-vasútvonal, S1)
- Kolín místní nádraží (Ledečko, Kolín–Ledečko railway line)
- Kolín-Zálabí (Lysá nad Labem, Praha Masarykovo nádraží, Prága–Lysá nad Labem–Kolín-vasútvonal, S2)
- Hlízov (Havlíčkův Brod, Kolín–Havlíčkův Brod-vasútvonal)

## Galéria

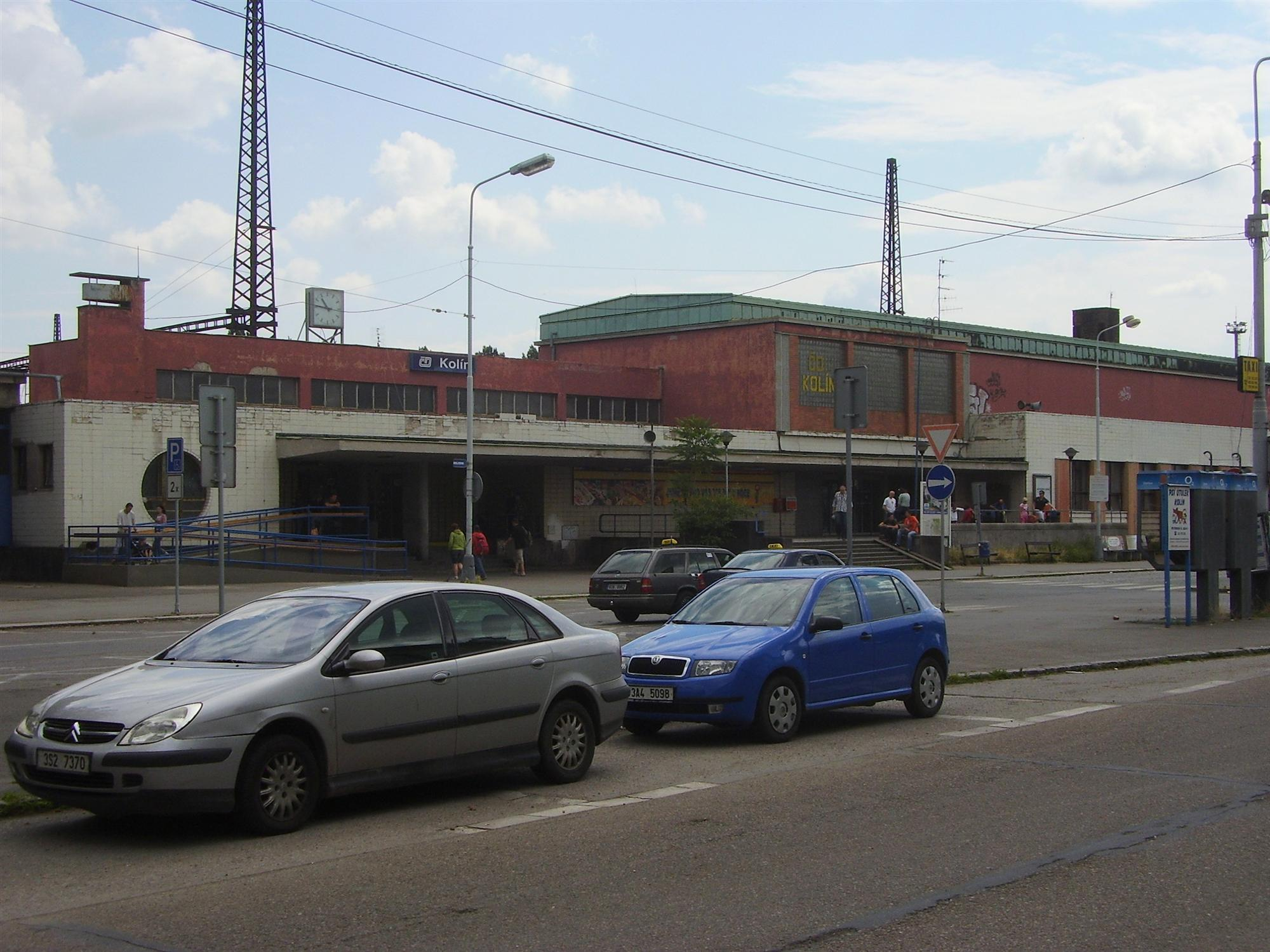
Az állomás kívülről
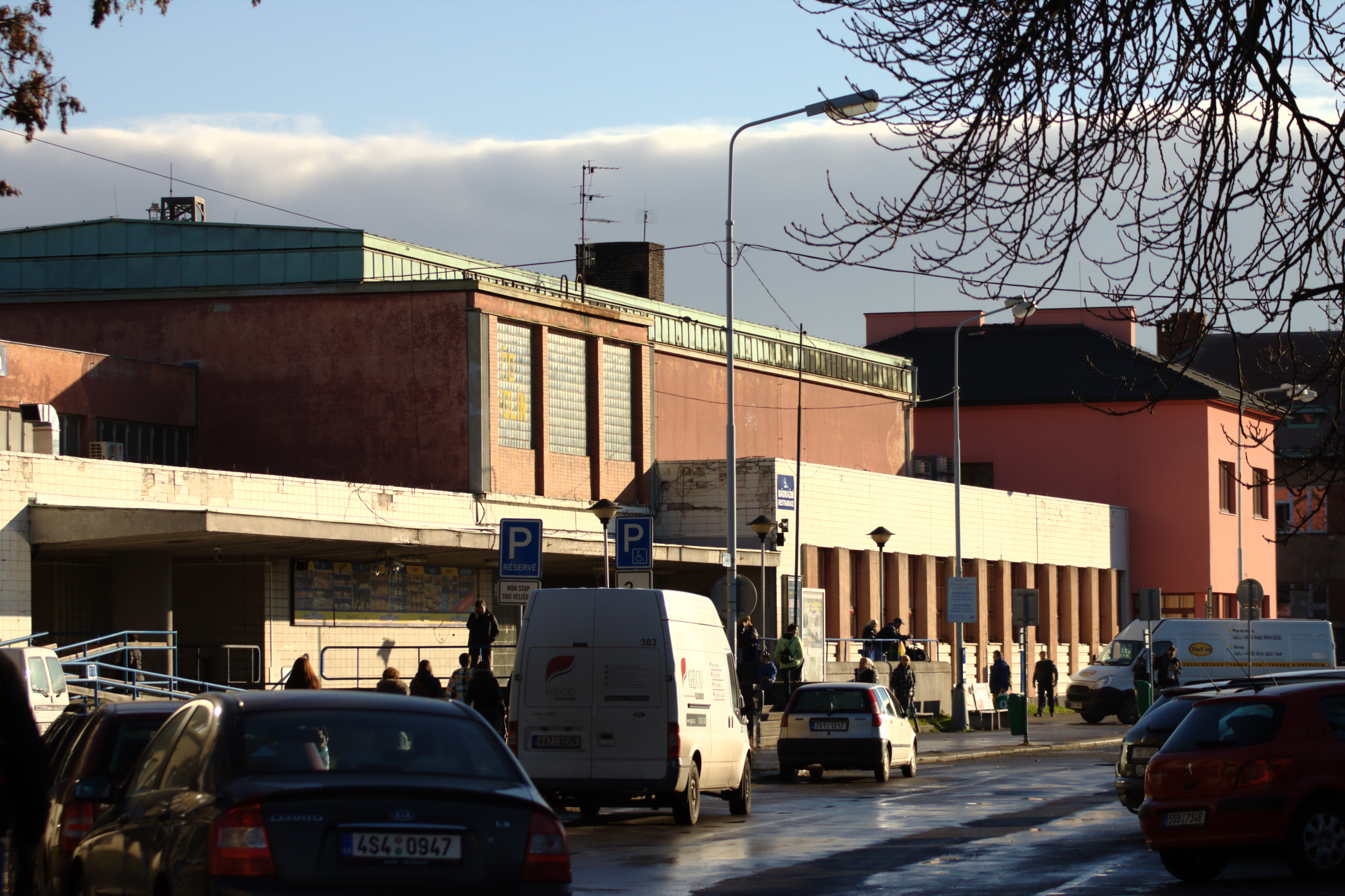
Az állomás kívülről
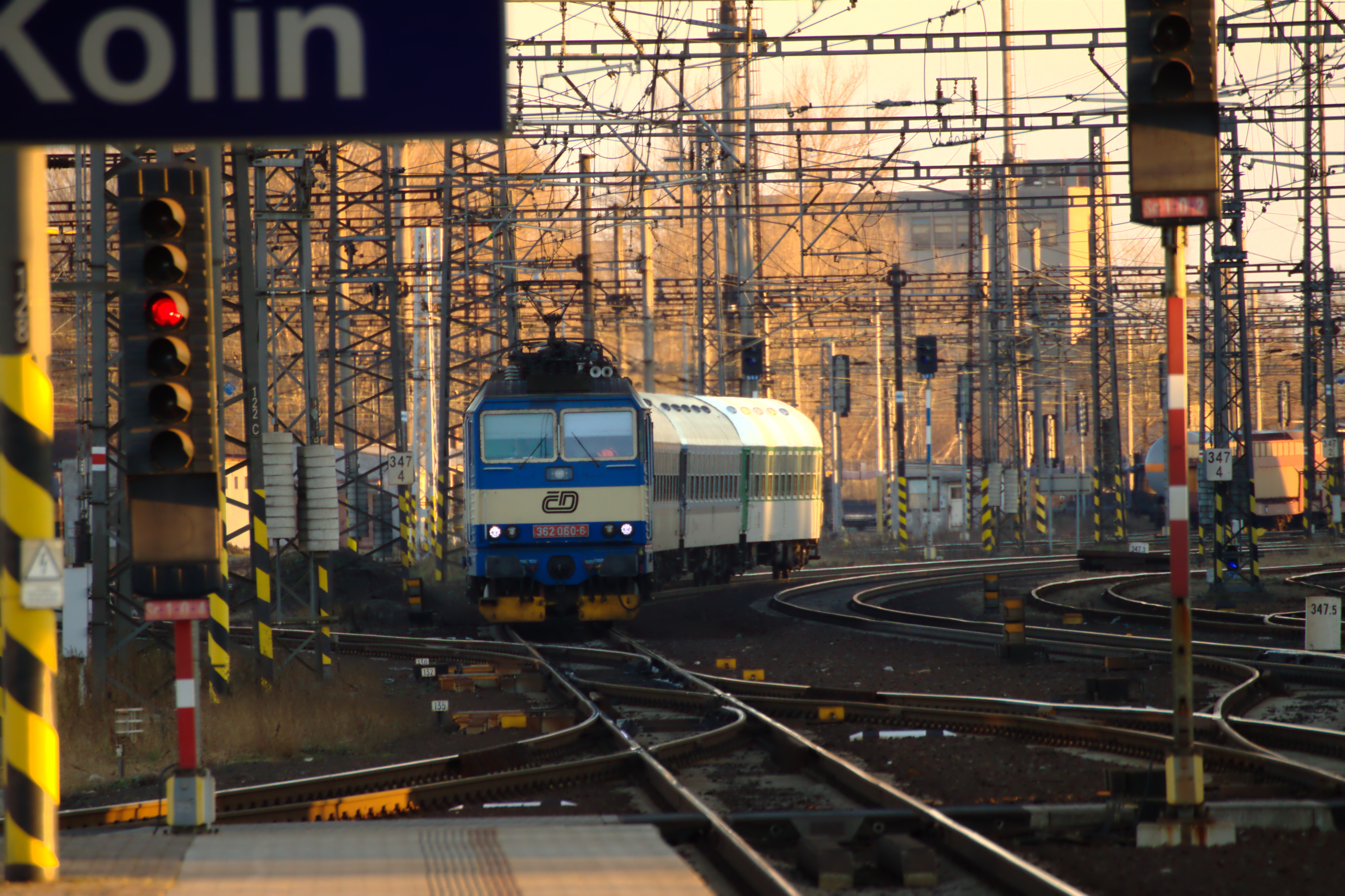
Vonat érkezik
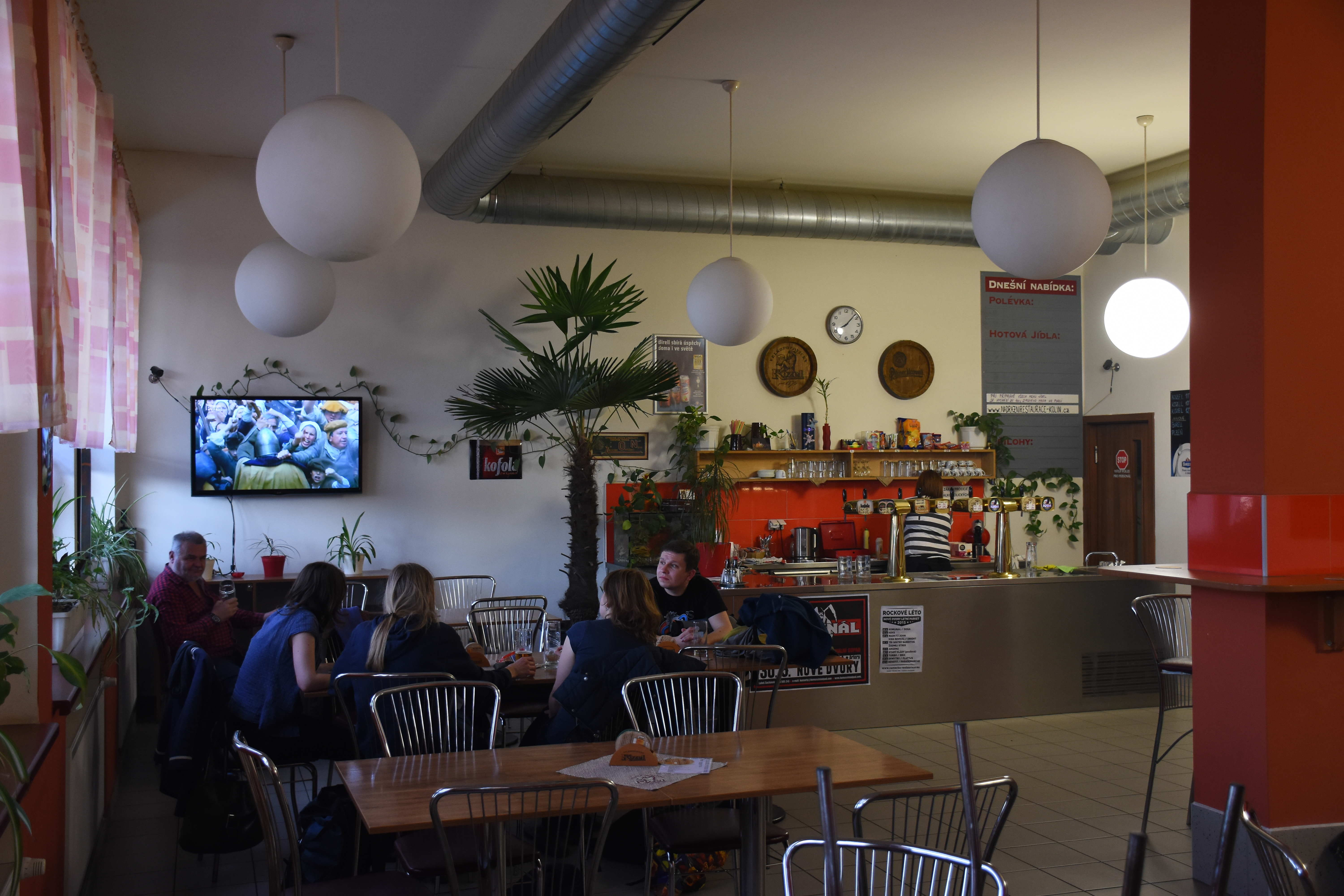
Az állomás belülről
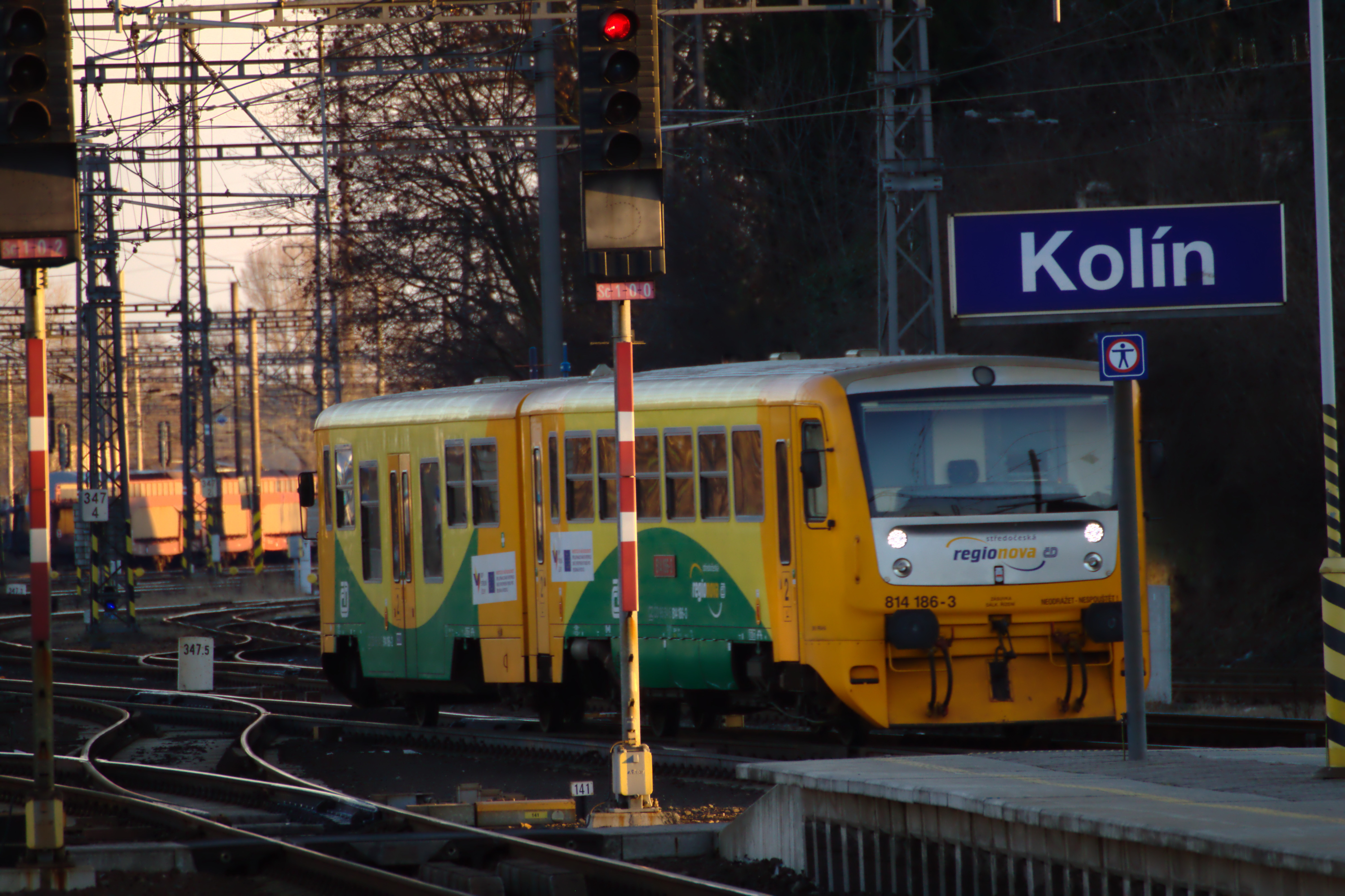
A vágányok

## Fordítás
- Ez a szócikk részben vagy egészben  a   Kolín (nádraží) című cseh Wikipédia-szócikk fordításán alapul.  Az eredeti cikk szerkesztőit annak laptörténete sorolja fel. Ez a jelzés csupán a megfogalmazás eredetét és a szerzői jogokat jelzi, nem szolgál a cikkben szereplő információk forrásmegjelöléseként.